# ポケットモンスター ブラック・ホワイトの登場人物
- ポケットモンスター
  -  > ブラック・ホワイト・ブラック2・ホワイト2 > 登場人物
  -  > ポケットモンスターの登場人物 > B・W・B2・W2の人物

ポケットモンスター ブラック・ホワイトの登場人物（ポケットモンスター ブラック・ホワイトのとうじょうじんぶつ）では『ポケットモンスター ブラック・ホワイト』および『ポケットモンスター ブラック2・ホワイト2』における登場人物の解説をおこなう。
担当声優はメディアミックス作品での配役。テレビアニメシリーズでの配役はアニメ版ポケットモンスターの登場人物を参照。

## 主人公・町の住民
『ブラック・ホワイト』の主人公〈トウヤ / トウコ〉
声 - 皆川純子（トウヤ）、永井真里子（トウコ）〈ポケマス〉 / 夏目妃菜（Evolutions・トウコ）
幼なじみのチェレン・ベルと共に初めてのポケモンを手にし、イッシュ地方の旅に出る。
カノコタウンで母親と二人暮らしをしている。母親も昔旅をしていたことがあり、その時に主人公の父親と出会ったらしい。また、ポケモンセンターの受付をしていた『ブラック2・ホワイト2』の主人公の母親とも会ったことがある。
作中では旅を続ける中で何度もNと対峙し、彼に影響を与えていく。また、プラズマ団とも随所で幾度も激突する。
Nが「リュウラセンの塔」で英雄を待つとされる伝説のポケモン・ゼクロム / レシラムと出会い英雄として認められた後、対となるもう一つの伝説ポケモンを探し出すよう促され、ライトストーン / ダークストーンを手に入れ、ポケモンリーグへ向かい、四天王を撃破する。既に四天王とチャンピオンアデクを打倒していたNを追う途中で七賢人の妨害に遭遇しながらもジムリーダー達の援護を受け、それを乗り切り、レシラム / ゼクロムを仲間にした後、Nと「Nの城」で「ポケモンの自由」を賭けた最終決戦を繰り広げ、勝利する。そこで本性を現したゲーチスと対峙、撃破し、プラズマ団を瓦解させる。そして、自分の気持ちと別れを告げゼクロム / レシラムと共にいずこかへと旅立っていくNを見送った。
エンディング後、イッシュ地方の各地に逃亡していた七賢人を国際警察のハンサムとの連携で捜索、全員を確保する。そして、改めて、ポケモンリーグへ向かい、四天王とチャンピオンアデクを撃破（その際、アデクからNのことについて感謝をされている）し、ポケモンリーグを制覇した。
バトルサブウェイのマルチトレインで友達と通信プレイをしない場合、選ばなかった方の主人公がパートナーとして登場し、名前は男の場合は「トウヤ」、女の場合は「トウコ」になる。
『ブラック2・ホワイト2』では、登場はしないものの作中のセリフからその存在が語られ、Nを探しに行ったきり帰ってきていない模様。
カノコタウンの彼あるいは彼女の家の表札は、思い出リンクをするまでは名前が「…の家」と伏せられているが、思い出リンクをするとその『ブラック・ホワイト』の主人公の名前になる。思い出リンクをしていない場合は、『ブラック2』では「ホワイト」、『ホワイト2』では「ブラック」の名前が表示される。
過去のシリーズの主人公より年齢は少し高め。前作まではポケモン図鑑のポケモンと主人公との比較表で主人公の身長・体重が明らかになっていたが、今作では表示されないため不明。
『ポケモンマスターズ』では男主人公（トウヤ）が主人公として扱われ、女主人公（トウコ）はNとは面識がなかったという設定になっている。
『ブラック2・ホワイト2』の主人公〈キョウヘイ / メイ〉
声 - 入野自由（男）、豊崎愛生（女）〈アニメPV〉 / 小堀幸（キョウヘイ）、豊崎愛生（メイ）〈ポケマス〉
ポケモン図鑑を持って旅に出ることを了承しないうちからポケモン図鑑の完成をアララギに依頼され、旅に出ることになる。
母親は昔、各所のポケモンセンターの受付を歴任しており、『ブラック・ホワイト』の主人公の母親と会った事がある。
作中の登場人物達からは『ブラック・ホワイト』の主人公に雰囲気が似ていると感じられている（ゲーチスは唯一の許せない記憶（『ブラック・ホワイト』の主人公に自身の野望が阻止されたこと）を思い出させる、不愉快な目をしていると評している）。
『ブラック・ホワイト』の主人公と同様、旅を続ける中で、プラズマ団（新プラズマ団）と随所で幾度も激突する。また、「電気石の洞穴」ではNと邂逅している（ただし、この時点でNは自身の姿を『ブラック2・ホワイト2』の主人公に見せていない）。
プラズマフリゲートにて、Nに変わる新たなプラズマ団のリーダーアクロマを撃破した後、「ジャイアントホール」にてNと再会、ブラックキュレム / ホワイトキュレムを倒し、ゼクロム / レシラムとキュレムを分離（解放）させた後、イッシュ地方の命運を賭け、ゲーチスと最終決戦を繰り広げ、勝利。力によるイッシュ地方の支配という目論みを阻止し、新プラズマ団を完全崩壊させ、Nから「アリガトウ!」という言葉をかけられた。そして、「ジャイアントホール」を去るNとゼクロム / レシラムを見送り、チャンピオンロードの前で3度目の邂逅を果たす。チャンピオンロードを越え、四天王や新チャンピオンアイリスを撃破し、ポケモンリーグを制覇する。
エンディング後、『ブラック2・ホワイト2』の主人公のライバルからの情報（ゾロアークがチャンピオンロードのある道を塞いでいること）とそのゾロアークの導きにより、チャンピオンロードの地下に崩壊した状態で埋まっている「Nの城」でNと4度目の邂逅を果たし、かつて『ブラック・ホワイト』の主人公とNが最終決戦を繰り広げた場所でNと激突、勝利し、ダークストーン / ライトストーンを託された。そして、「リュウラセンの塔」にてゼクロム / レシラムと対峙し、仲間にすることに成功。Nからキュレムが「ジャイアントホール」に戻ってきたことを聞かされ、「ジャイアントホール」へと向かい、キュレムと対峙。仲間にすることに成功し、チェレンとベルから賞賛の言葉をかけられた。その後、キュレムとゼクロム / レシラムを合体、分離させることができる「いでんしのくさび」を入手した。
ライモンシティでは選ばなかった主人公と手を組んでサブウェイマスターと戦うことが可能で、勝利するとバトルレコーダーがもらえる。名前は男の場合は「キョウヘイ」、女の場合は「メイ」で、手持ちはツタージャ・ポカブ・ミジュマルのうち、主人公とライバルがもっていないポケモンになっている。
スペシャルアニメーションでは男主人公はエンブオー、ルカリオ、ウインディの3体、女主人公はジャローダを使用していた。
『ポケモンマスターズ』では女主人公（メイ）が主人公として扱われている。

チェレン
声 - 木村良平（アニメPV） / 阿部敦（ポケマス）
主人公の幼馴染。眼鏡をかけた知的な男の子。気難しいところはあるが真っ直ぐな性格。ポケモンに関する知識は豊富で、序盤で主人公にアドバイスをくれる事もある。面倒な事が嫌いで、またよく「メンドー」と口にしており一種の口癖でもあるらしい。寒さが苦手。
旅先で頻繁にポケモンバトルを仕掛けてくる。ポケモントレーナーとしてただ強くなる事を目指し、ポケモンリーグを制覇してチャンピオンを倒す事で「生きた証」を建てようと考えている。上昇志向型で「強さこそが全て」と考える反面、自分の弱さに葛藤し、苦悩する一面もある。チャンピオンのアデクやジムリーダーのヤーコンとの出会いによって考え方が変わってゆき、最終的には自分の強さと弱さを受け入れるようになる。
クリア後の手持ちはレパルダス・ケンホロウ（♂）・ギガイアス・オノノクス、ヤナッキー・バオッキー・ヒヤッキーのうち1匹、ジャローダ・エンブオー・ダイケンキのうち1匹を使用する。
『ブラック2・ホワイト2』
ジムリーダーを降りたアロエの後任として、ヒオウギシティの新ジムリーダーに就任した。本職はヒオウギジム内にあるトレーナーズスクールの教師。眼鏡を外し、ジャケットも脱いでいる。ノーマルタイプの使い手。キャッチコピーは「真理を求める者」。前作に比べ、社交性のある人柄に成長した。
使用ポケモンはミネズミ・ヨーテリーで、チャレンジモードではマメパトが追加される。主人公とタッグを組む時はムーランド・ミルホッグ・チラチーノの3匹。
勝利するとベーシックバッジと「ふるいたてる」のわざマシンをもらえる。
クリア後に5番道路で再戦する時の手持ちは前作と同じ。思い出リンクしていると前作で選んだポケモンに応じて最後の2匹が決まる。またヤグルマの森では主人公と一時的に行動する。

ベル
声 - 竹達彩奈（アニメPV） / 湯浅かえで（ポケマス）
主人公の幼馴染。金髪で緑のベレー帽を被った女の子。少しマイペースだが頑張り屋な性格。時々勘の良い面を見せる。チェレンと同様に旅先で頻繁にポケモンバトルを仕掛けてくる。戦闘の際にはバッグからモンスターボールを出そうとするも、引っかかってなかなか出てこないという描写がある。見かけによらず芯はしっかりしており、一人旅に反対する父親を押し切って冒険に出るなど強い一面も見せる。ライモンジムリーダーのカミツレに憧れている。
本編中ではアララギ博士のサポーターとして彼女に同行するようになり、最終的には様々なポケモンと出会ってきた旅の経験から、トレーナーを続けながらアララギ博士のもとで研究の手伝いをするようになった。ポケモンを愛しているが、ポケモンバトルで主人公やチェレンに一歩劣る自分にトレーナーとしての限界を感じ気にしていた。ただし、トレーナーとしては彼ら程ではないとはいえ最終的にかなりの実力者となっており、前述のライモンジムを含むイッシュの全てのポケモンジムを制覇している。
クリア後の手持ちはムーランド・ムシャーナ・コジョンド・シャンデラ、ヤナッキー・バオッキー・ヒヤッキーのうち1匹、ジャローダ・エンブオー・ダイケンキのうち1匹を使用する。
『ブラック2・ホワイト2』
正式にアララギ博士の助手となり、主人公に最初の3匹を渡す。赤渕の眼鏡をかけており、おっちょこちょいな前作に比べ、落ち着いた様子を見せている。
クリア後の手持ちは前作と同じ。思い出リンクをしていると前作で選んだポケモンに応じて最後の2匹が決まる。またリバースマウンテン内部では主人公と内部で行動をともにする。手持ちはムシャーナ・コジョフー・オノンドの3匹で、エースはムシャーナ。

『ブラック2・ホワイト2』のライバル / ヒュウ
声 - 皆川純子（アニメPV） / 畠中祐（ポケマス）
『ブラック2・ホワイト2』の主人公のライバル。幼馴染でもある少年。「ハリーセンのよう」と称されるツンツンヘアが特徴。悪事を許さない熱血漢だが、気はよい。「言っておく。オレは今から怒る（いかる）ぜッ！」が口癖。
5年前（『ブラック・ホワイト』の3年前）に彼らの亡くなった祖父が妹の為に捕まえてくれた、妹のチョロネコをプラズマ団に奪われて以来プラズマ団を憎んでおり、「プラズマ団を倒すために強くなる」という想いが強く、それ故にプラズマ団が絡むと感情的になりやすい。
当初は悔い改めたN派のプラズマ団員たちに対しても同様の憎しみをぶつけていたが、ヤーコンやシズイといった様々な人物との出会いでN派団員の事も認めるようになっていき、最終的にはゲーチス派を止めるために立ち上がったロットらを鼓舞するなど人間的な成長を遂げた。妹のチョロネコとはプラズマフリゲートでレパルダスに進化した状態で再会した。しかしレパルダスはダークトリニティの手持ちになり、ダークトリニティの言う事しか聞かなくなってしまっており、彼を主人の敵だと思ったのか威嚇する有様だった。その後、ライバルは妹にレパルダスを渡し「ボールの上からでも良いから撫でてやりな」と妹に伝えた。殿堂入り後にキュレムを捕獲した後ライバルの家を訪れると、妹のレパルダスが妹に懐き、ボールから出ているシーンが見られる。
全ての騒動が片付いた後はN派プラズマ団を手伝い、トレーナーが不明のポケモンたちを世話するようになる。
クリア後の手持ちはケンホロウ・バッフロン・フライゴン・シビルドン、ヤナッキー・バオッキー・ヒヤッキーのうち1匹、ジャローダ・エンブオー・ダイケンキのうち1匹を使用する。最初の3匹はこれまでのシリーズのライバルと異なり、博士が持っていたのではなくタマゴから育てたポケモンである。

主人公のポケモンの選択によるチェレン、ベル、『ブラック2・ホワイト2』のライバルの手持ちの対応は以下の通り。
| 主人公     | チェレン                                                             | ベル                                                                 | 『ブラック2・ホワイト2』のライバル                                   |
| ---------- | -------------------------------------------------------------------- | -------------------------------------------------------------------- | -------------------------------------------------------------------- |
| ツタージャ | - ポカブ（→ チャオブー → エンブオー） - ヤナップ（→ ヤナッキー）     | - ミジュマル（→ フタチマル → ダイケンキ） - バオップ（→ バオッキー） | - ポカブ（→ チャオブー → エンブオー） - ヒヤップ（→ ヒヤッキー）     |
| ポカブ     | - ミジュマル（→ フタチマル → ダイケンキ） - バオップ（→ バオッキー） | - ツタージャ（→ ジャノビー → ジャローダ） - ヒヤップ（→ ヒヤッキー） | - ミジュマル（→ フタチマル → ダイケンキ） - ヤナップ（→ ヤナッキー） |
| ミジュマル | - ツタージャ（→ ジャノビー → ジャローダ） - ヒヤップ（→ ヒヤッキー） | - ポカブ（→ チャオブー → エンブオー） - ヤナップ（→ ヤナッキー）     | - ツタージャ（→ ジャノビー → ジャローダ） - バオップ（→ バオッキー） |

アララギ博士
イッシュ地方のポケモン研究者で、「ポケモンの起源」を研究している。ゲームに登場する博士としては初の女性。
研究者としてはまだ駆け出しで、元気で快活な性格をしており、「ハーイ!」が口癖。タイトなスカートを履いているが、靴はヒールでなくスニーカーである。主人公たちの近所に住んでおり、彼らとは歳の離れた姉といった仲である（そのためゲーム開始直後の説明的な台詞をチェレンに突っ込まれていた）。
『ブラック2・ホワイト2』の主人公の母親とは昔からの友人である。当人にもOKをとらないうちから主人公にポケモン図鑑を託して旅をさせることを決め、ベルを主人公のもとに送っている。
主人公とその幼なじみたちに3匹のポケモンと「友達と仲良く選ぶように」というメッセージを送りイッシュ図鑑の完成を依頼するが、それは3人の母親に頼まれて3人が冒険の旅に出かける名目を作るためだったとのこと。主人公の旅の途中でも何度か登場しアイテムをくれるなどして主人公をサポートする。彼女の父親（後述）もポケモン研究者である。
手持ちポケモンはチラーミィ、ミネズミ（イベントで捕まえる）。『ブラック2・ホワイト2』ではそれぞれチラチーノ、ミルホッグに進化している。前作までのオーキド博士と同様にイッシュ地方のポケモン図鑑の完成具合（みつけた数）を評価してくれる。図鑑の完成度によってわざマシンが貰える。
マコモ
サンヨウシティに住む研究者で、自称「夢見る乙女」。アララギ博士とは大学時代からの親友。膝下まである長髪と花柄の髪留めが特徴の女性。トレーナーのレポートを集めるためのシステムを構築しており、旅先で主人公に協力を請う。ポケモンの見る夢について研究しており、ポケモングローバルリンクのシステムを開発した。PCでPDWに初めてアクセスした時にはシステムの解説をしてくれる。シッポウシティ以降は出番が無く、登場しない。
『ブラック2・ホワイト2』では、妹共々ヒウンシティのジム向かいのビルに引っ越している。ゲームシンクの機械が大型化しており、助手も一人増えている。ただし、本作では物語には関わらないため、「ゲーチス派」のプラズマ団やアクロマのことを知らない様子。
デザイナーの大村祐介によると、当初は存在しなかったが、あるときゲームシンクについて説明できるキャラクターが1人欲しいと言われ、そのとき一般トレーナーの女性研究員のフィールド上のドット絵が既にあったため、それを基にデザインした。
ショウロ
マコモの妹。今作のポケモンボックスの管理人。姉の研究のお手伝いをしており、バトルボックスやともだちてちょうの説明をしてくれる。ストーリーには関係しない。
アララギパパ
アララギ博士の父親。娘と同じくポケモンの研究者で、その道では有名な存在。エンディング後には主人公たち3人の図鑑に全国図鑑のデータを追加し、完成具合（捕まえた数）を評価してくれる。父娘共々若い頃はバックパッカーだったと噂されている。
ルリ / テツ
『ブラック2・ホワイト2』に登場。主人公の性別によって登場する方が異なり、主人公が男の場合はルリ、女の場合はテツ。殿堂入り後にライモンシティでライブキャスターを拾うと、持ち主であるルリ / テツから連絡が入る。仕事のためすぐに受け取れないことから、しばらくは主人公が預かることになる。
特定の場所に行くことによって連絡が入るようになり、10回目の連絡の際にようやく暇が取れたことで、ライモンシティで持ち主のライブキャスターを返すことになる。その後にルリ / テツから連絡が取れるようになる。30回目の連絡でライモンシティの遊園地にある観覧車に乗るか訊いてきて、乗った後にポケモンの交換ができるようになる。40回目の連絡で正体がテレビタレントの「ルッコ / テンマ」であると判明する。

## ポケモンリーグ関係者

### ジムリーダー
本作のジムリーダーは子供であるアイリスを除く全員が何らかの本職に就いている。今までのジムリーダーも他の職業を持つ者が居たが、今作では更にそれが強調されている。またジムリーダー同士での結束力が強く、年に何回かジムリーダー同士で集まり会議を開くこともあるという。これまでのシリーズと比べるとストーリーに絡むジムリーダー（アーティ・カミツレ・ヤーコン等）が多い。なお、同時発売で対となるバージョンや最初のポケモンの選択でジムリーダーが変わるのは『ブラック・ホワイト』が初である。マイナーチェンジや次回作では元々のジムリーダーが退任した後には後任が設けられていたが、『ブラック2・ホワイト2』では一部は退任後に後任を設けずにジムそのものが閉鎖されている。
サンヨウシティの三つ子
サンヨウジムリーダーは三つ子の兄弟が務めており、最初に選んだポケモンにより対戦相手が変わる。キャッチコピーは「トライアル トライアングル」。
ジムがレストランでもあるため、全員ウエイターの姿をしている。いずれもまだ駆け出しのジムリーダーであり、ジムリーダーが3人いるのは相手のポケモンの弱点に合わせるためである。彼らに勝利するとトライバッジと「ふるいたてる」のわざマシンをもらえる。なお、この3名は本作においてはストーリー上の出番がほとんどない。ストーリー終盤には七賢人vsジムリーダーの戦いが勃発するが、ベルやコーンによると連絡が間に合わずこのサンヨウシティジムの3名だけは参戦できなかったらしい。
『ブラック2・ホワイト2』では3人揃ってジムリーダーと言われる事に疑問を持ち、ダークトリニティに惨敗した事を機に一人でもジムリーダーと認められるよう、修行をやり直すためにジムリーダーを降りている。レストランでは1日1回誰か一人と組んでダブルバトルができる。ポケモンワールドトーナメントにも参加する。
ポッド
ほのおタイプのポケモンの使い手。
赤い髪で元気でやんちゃだが少々せっかちな少年で、兄弟の中で一番強いと自称している。担当は主に紅茶を沸騰させるのに最も適した火力の見極め。
最初の三匹でツタージャを選ぶと対戦相手になり、使用ポケモンはヨーテリー・バオップ。『ブラック2・ホワイト2』での使用ポケモンはクイタラン・ヒヒダルマ・バオッキー。
コーン
みずタイプのポケモンの使い手。
青い髪で右目を隠している知的な自信家だが少しナルシストな少年で、一人称は「コーン」。担当は紅茶を淹れるのに最も適した上質の水のテイスティング。
最初の三匹でポカブを選ぶと対戦相手になり、使用ポケモンはヨーテリー・ヒヤップ。『ブラック2・ホワイト2』での使用ポケモンはバスラオ・ヤドキング・ヒヤッキー。
デント
くさタイプのポケモンの使い手で、くさタイプのジムリーダーとしては初の男性。
緑の髪で礼儀正しく穏やかな少年だが、上記の二人とは微妙にズレている。担当は最良質な茶葉のテイスティング。
最初の三匹でミジュマルを選ぶと対戦相手になり、使用ポケモンはヨーテリー・ヤナップ。『ブラック2・ホワイト2』での使用ポケモンはマラカッチ・ナットレイ・ヤナッキー。

アロエ
声 - 高宮彩織（ジェネレーションズ） / 高橋里枝（ポケマス）
『ブラック・ホワイト』におけるシッポウジムリーダー。ノーマルタイプのポケモンの使い手。キャッチコピーは「ナチュラル ボーン ママ」。
色黒で大柄な女性で、性格は快活で肝っ玉。本職は図書館も兼ねた博物館の館長で、休館中は化石の研究も行なっているほどの大の化石好き（化石好きになったのは父の影響らしい）。既婚者で夫は副館長のキダチ。
カトレアの別荘では有名な考古学者であるシロナと研究者同士アカデミックな話をしている。鉱山から化石を提供してくれ「ダンナ」と呼ぶヤーコンや、創作のために時折シッポウシティに戻るアーティとも親しい。
使用ポケモンはハーデリア・ミルホッグ。
勝利するとベーシックバッジと「かたきうち」のわざマシンをもらえる。
デザイナーの大村祐介によると、母性のようなものを込めてほしいというオーダーがあり、母親のイメージを考えたときにエプロンを思いついたが、それだけでは普通の母親にしか見えないため、博物館の館長であり化石を発掘するようなアクティブな人ということからフィールドワークで使うワークエプロンの要素を取り入れた。
彼女の公式イラストは公開直後はエプロンを着ていたが、ゲーム雑誌などで載せられているイラストはエプロンを手に持って肩にかけたイラストに変更されている。
『ブラック2・ホワイト2』
化石の研究や博物館の経営などで多忙のため、ジムリーダーを辞任し、チェレンに後を任せている。ポケモンワールドトーナメントには参加するため、そこで戦う事ができる。

アーティ
声 - 松田修平（ジェネレーションズ） / 島﨑信長（ポケマス）
ヒウンジムリーダー。むしタイプのポケモンの使い手。キャッチコピーは「モスト インセクト アーティスト」。
パーマがかった髪をした細面の青年で、ベルトが蝶の形になっている。マイペースで飄々とした言動を取るが、本質は真意を付いた発言ができる常識人であり、ゲーチスには「つかみどころがないようで意外とキレ者」と言わしめている。
本職は芸術家で、イメージに困るとシッポウシティを訪れるという。
デザイナーの大村祐介によると、芸術家でイケメンというオーダーがあり、ストレートなイケメンであるNと差別化するために可愛げのあるモジャモジャな髪にした。また、女性スタッフにイケメンだと思う人物を聞いて回り、その結果を取り入れた。
使用ポケモンはホイーガ・イシズマイ・ハハコモリ。『ブラック2・ホワイト2』ではホイーガがクルマユに変更され、チャレンジモードではクルマユの代わりにカブルモとチョボマキが追加される。
勝利するとビートルバッジと「むしのていこう」のわざマシンをもらえる。
カミツレ
声 - 沢城みゆき（アニメPV） / 北原知奈（ジェネレーションズ） / 日笠陽子（ポケマス）
ライモンジムリーダー。でんきタイプのポケモンの使い手で、でんきタイプのジムリーダーとしては初の女性。キャッチコピーは「シャイニング ビューティ」。
女性としては長身で華奢な体型の金髪の美女。ヘッドホンをかけて黄色を基調とした独特のファッションをしている（『ブラック2・ホワイト2』では金髪ではなく黒髪になり、ヘッドホンやファッションも変化している）。本職はテレビにも出演している著名なモデル。
一見するとクールな性格を思わせるが、素顔は明るくダジャレ好きでシャイな性格であり、性格的にはシロナに似ている。下記のベルの件のように世話好きで人情味のある一面もある。ただし肝心のダジャレのセンスは微妙。本人は巷で言われている自分のイメージに誇りを感じつつも同時にコンプレックスも少し感じている。
心配性で過保護なためにライモンシティまで追ってきたベルの父親に対しポケモンとのあり方で説得を行なった。フウロと仲が良く、彼女の前では素の性格を曝け出しており、「カミツレちゃん」「フウロちゃん」と親し気に呼び合っている。
デザイナーの大村祐介によると、無表情で歩くファッションショーのモデルを見て感じたロボットのようなイメージを軸にして、アンドロイドのような感じでまとめている。長いコードの付いたヘッドホンは、シナリオ側から伝えられたイメージに「音楽をよく聴いている」という一文があったため取り入れたものである。
使用ポケモンはエモンガ♂♀2匹・ゼブライカ。『ブラック2・ホワイト2』では♂のエモンガがモココに変更され、チャレンジモードではバチュルが追加される。女性であるが、手持ちの性別は♂に偏っている（『ブラック2・ホワイト2』では全て♀）。
勝利するとボルトバッジと「ボルトチェンジ」のわざマシンをもらえる。
ヤーコン
声 - 志村知幸（ジェネレーションズ） / 楠見尚己（ポケマス）
ホドモエジムリーダー。じめんタイプのポケモンの使い手。キャッチコピーは「アンダーグラウンド ボス」。
西部劇の保安官のような格好をした背が低めでがたいのよい中年男性。本職は「鉱山王」の異名を取る鉱物資源開発の社長で、ゲーチスと互角の交渉で渡り合える一流の商売人。
言葉遣いが荒く、率直にものを言う性格で粗野な印象を与えるが、正義感は強く熱い心の持ち主で、七賢人の戦いにおいても先陣を切って登場した。また年長者として年下の者を指導することも多い。ジムにいるトレーナー兼の社員によると事業の成功に至るまではかなりの苦難があったらしい。ネジ山の所有者でもある。『ブラック2・ホワイト2』では、ホドモエシティを発展させるためにれいとうコンテナがあった場所にPWTを建設した。
デザイナーの大村祐介によると、鉱山王で社長、日系人、昔で言うところのアメリカン・ドリームを追いかけていった人のようなイメージだと聞いて、開拓していった人ということで西部劇のような服装にした。
使用ポケモンはワルビル・ガマガル・ドリュウズ。『ブラック2・ホワイト2』ではガマガルがサンドパンに変更され、チャレンジモードではイワークが追加される。
勝利するとクエイクバッジと「じならし」のわざマシンをもらえる。
フウロ
声 - 芝崎典子（ジェネレーションズ） / 佐藤利奈（ポケマス）
フキヨセジムリーダー。ひこうタイプのポケモンの使い手。キャッチコピーは「大空のぶっとびガール」。
ワインレッドの長い髪をプロペラに見立てた花型の留め具で一点止めにしており、臍と脚を露出した水色のパイロットスーツを着ている明朗快活な美女。日焼けしているのか、肌の色はうっすらと小麦色になっている。本職は貨物を専属に取り扱う飛行機のパイロットで、イッシュ地方随一と言われる伝説の飛行機乗りの孫娘。
傷ついたポケモンを放っておけない優しい心の持ち主で、フキヨセシティの住民からも慕われている。
カミツレとは親友同士であり、苦手なでんきタイプ対策のためによく特訓している。カミツレとの会話では基本的にツッコミ側で、彼女のボケに対しては半ば呆れながらツッコミを交えたアドバイスをしている。ポケモンメイトでもカミツレとセットになっている。アララギパパを飛行機でカントー地方やシンオウ地方に送っており、一緒に初登場する。
『ブラック2・ホワイト2』では本格的に旅客用の運行をしている。また、言葉遣いも敬語が多くなった。
デザイナーの大村祐介によると、最初は空港の男達をまとめる姉御肌というオーダーだったため、初期デザインは顔つきもワイルドだったが、今の感覚だと姉御肌のキャラクターはちょっと古いんじゃないかと思い、まっすぐスタンダードな可愛らしいお姉さんに変えたいと言って現在のデザインになった。
使用ポケモンはココロモリ・ケンホロウ（♀）・スワンナ。『ブラック2・ホワイト2』ではケンホロウがエアームドに変更され、チャレンジモードではシンボラーが追加される。
勝利するとジェットバッジと「アクロバット」のわざマシンをもらえる。
ハチク
声 - 伊原正明（ジェネレーションズ） / 小上裕通（ポケマス）
『ブラック・ホワイト』におけるセッカジムリーダー。こおりタイプのポケモンの使い手。キャッチコピーは「アイスマスク」。
アイマスクをかけて和服がはだけたような独自の身なりをしている男性。元はアクション映画のスター俳優だったが、撮影中に俳優業を引退せざるを得ない程の怪我を負い、落ち込んでいたところをアデクに声をかけられ、ポケモンを極める道に進んだ。それ以来アデクとは親交が深い。
デザイナーの大村祐介によると、とにかく素性を隠したい人であるため、企画側からはフルフェイスの仮面を付けてくれと言われたが、それは少し過剰だと思い、アイマスクのような覆面に落ち着いた。寡黙な性格で口数が少なめだが、アデクとの関連などでは熱い面も垣間見える。実は寒いのが苦手らしく、ジムでくしゃみをしている光景を目撃されている。
使用ポケモンはバニリッチ・フリージオ・ツンベアー。
勝利するとアイシクルバッジと「こおりのいぶき」のわざマシンをもらえる。
『ブラック2・ホワイト2』
ジムリーダーの座を降りて俳優業に復帰、現在は「ポケウッド」の看板スターとなっている。普段の印象とは異なり「ハチクマン」というテンションの高い悪役と「フルメタルコップ」という新装備を犯罪者に向けて試し打ちする危ない警官を演じている。ポケモンワールドトーナメントにも参加する。
ポケウッドでは、映画に合わせて、こおりタイプ以外のポケモンも使用する。「ハチクマン」ではコマタナとバルチャイ、「フルメタルコップ」ではヘラクロス・ダゲキ・シュバルゴ。

シャガ
声 - 岩崎征実（ジェネレーションズ）
『ブラック』『ブラック2・ホワイト2』におけるソウリュウジムリーダー。ドラゴンタイプのポケモンの使い手。キャッチコピーは「スパルタン メイヤー」。
ドラゴンの下顎を連想させる特徴的な髭を蓄えた体格の良い老人で、本職はソウリュウシティの市長。
伝説のドラゴンに詳しい人物とされ、『ホワイト』にもソウリュウシティのイベントで登場するほか、終盤のプラズマ団との最終決戦でも他のジムリーダーたちとともに駆けつける。
『ブラック』におけるソウリュウシティ住民の話や『ブラック2・ホワイト2』におけるベルの話によれば、ポケモンとスパーリングをして体を鍛えているらしい。
使用ポケモンはオノンド・クリムガン・オノノクス。『ブラック2・ホワイト2』ではオノンドがフライゴンに変更され、チャレンジモードではチルタリスが追加される。
勝利するとレジェンドバッジと「ドラゴンテール」のわざマシンをもらえる。
アイリス
声 - 日高里菜（ジェネレーションズ） / 竹達彩奈（ポケマス）
『ホワイト』におけるソウリュウシティのジムリーダーで、ドラゴンタイプの使い手。キャッチコピーは「竜の心を知る娘」。
褐色の肌と特徴的な大きな髪型を持つ少女。ドラゴンタイプのポケモンと共生している竜の里の一族の子供であり、シャガに能力を見込まれてソウリュウシティに留学している。シャガを「おじーちゃん」と呼び慕っているが血縁関係は無く、留学生と保護者の関係に当たる（『ブラック・ホワイト』時点ではゲーム中に明確な説明は無いため裏設定扱いだったが、『ブラック2・ホワイト2』では当人が明言している）。
言動は年相応に幼い（漢字モードでも全文ひらがな。『ブラック2・ホワイト2』では漢字が使われるようになった）が8つ目のジムリーダーに相応しい腕を持つ。ヒウンシティでプラズマ団からベルのムンナ（ムンちゃん）を取り返すべく主人公やアーティと協力、事件解決後にベルとトレーニングに付き合った。ヒウンシティのイベントによると方向音痴らしい。泳ぎも得意。
『ブラック』でも後述のヒウンシティなどでのイベントで登場するほか、終盤のプラズマ団との最終決戦でも他のジムリーダーたちとともに駆けつける。
カトレアの別荘ではシロナの周りをぐるぐる回り、シロナのガブリアスを「すっごくキュート」と評している。
手持ちポケモンはシャガと同じくオノンド・クリムガン・オノノクスだが、性別は全て♀であり、オノノクスの特性も異なる。
勝利するとレジェンドバッジと「ドラゴンテール」のわざマシンをもらえる。
『ブラック2・ホワイト2』
アデクに代わる新たなチャンピオンとなっている。前作に比べるとやや大人びており髪型も前作とは異なるほか、チャンピオンとして登場する際は七夕の織姫のような衣装を着用している。基本的に前作同様ドラゴンタイプのポケモンを使用するが、その他のタイプも使用する。チャレンジモードの再戦時では全ポケモンがレベル81以上となり、チャンピオンとしては使用ポケモンのレベルは歴代でも最も高い。
手持ちポケモンはサザンドラ・クリムガン・ラプラス・アーケオス・ボスゴドラ・オノノクス。強化後も手持ちは変わらないが、チャレンジモードの場合はクリムガンがボーマンダに変更される。エースポケモンはオノノクス。

チェレン
『ブラック2・ホワイト2』におけるヒオウギジムリーダー。ノーマルタイプのポケモンの使い手。
ジムリーダーを降りたアロエの後任として新たに就任した。詳しくは「#主人公・町の住民」を参照。
ホミカ
声 - 菅沼千紗（ポケマス）
『ブラック2・ホワイト2』におけるタチワキジムリーダー。どくタイプのポケモンの使い手。キャッチコピーは「ポイズンライフ ポイズンライブ!」。
ショートカットの銀髪で前髪をちょんまげにした髪形をしており、鼻にはそばかすがある。
バンドチーム「ドガース」（パートはボーカルとベース）とジムリーダーを兼任しており、ジムはライブハウスを兼ねている。物事や意見をハッキリ言う竹を割ったような性格だが、真面目でしっかり者であり、父親思いの心優しい女の子でもある。
使用ポケモンはドガース・ホイーガ。チャレンジモードではベトベターが追加される。
勝利するとトキシックバッジと「ベノムショック」のわざマシンをもらえる。
父親は定期船の船長をしているが、映画俳優に憧れポケウッドで「リオルマン」としてデビューするも、デビュー作で大失敗。諦めようとするが、ホミカは夢を諦めるなと励ましていた。
彼女がリーダーを担うタチワキジムは、彼女のバンドが演奏する歌がBGMとなっており、それにはボーカルである彼女とドラマーの声が含まれているが、この声はゲームフリーク社員によるものである。
シズイ
声 - 岩崎諒太（ポケマス）
『ブラック2・ホワイト2』におけるセイガイハジムリーダー。みずタイプのポケモンの使い手。キャッチコピーは「海よりも海な男!」。
首に付けたゴーグルと日焼けした肌が特徴的な青年で、語尾に「たい」と付けるなど博多弁を混ぜたような口調で喋る。海以外のことはあまり気にしない豪快で大雑把な性格で、プラズマ団のことも知らなかったが、その分中立的な物の見方が出来る人物である。セイガイハシティの住民からは「シーちゃん」の愛称で親しまれている。
使用ポケモンはアバゴーラ・ホエルオー・ブルンゲル。チャレンジモードではマンタインが追加される。
勝利するとウェーブバッジと「ねっとう」のわざマシンをもらえる。

### 四天王・チャンピオン
本作では四天王もジムリーダーと同じく全員が何らかの本職に就いているが、駆け出しだったり失敗を経ていたりとあまりうまくいっていないのが特徴。『ブラック・ホワイト』の時点ではチャンピオンのアデクが壮年の男性である事からか、四天王のメンバー全員が10代 - 20代の若い世代となっている。過去作とは違い誰からでも挑戦可能なため、全員の手持ちポケモンのレベルは同じ。四天王の使用ポケモンはエンディング前では4体、エンディング後の強化状態はエンディング前と同じ4体に加えてイッシュ地方以外のポケモンを2体加えた6体となってレベルが大幅に上がる。なお、チャンピオンは今までと異なり初回クリア時ではなくエンディング後で対戦可能。『ブラック2・ホワイト2』では従来どおり初回クリア時にチャンピオンと戦う。
シキミ
声 - 貫井柚佳（ポケマス）
四天王の一人。ゴーストタイプのポケモンの使い手。紫と黒を合わせた独特のファッションで、ボブカットに眼鏡をかけた知的な女性。左利き。自分のもとに挑戦しに来たトレーナーとポケモンの心の触れ合いを題材に小説を書いており、対戦前に書いた小説の一部を語る他、対戦の進行時にも小説を引き合いに出したセリフを喋る。フィールドは書庫である。カトレアの別荘ではシロナに取材を行っている。『X・Y』では彼女の小説のファンだというメルヘンしょうじょが登場する。
デザイナーの大村祐介によると、企画側から渡された設定は「小説家志望の女性」。ゴーストタイプ使いとしてのモチーフも欲しくなり、黒猫娘のようなイメージでまとめている。
使用ポケモンはデスカーン・ブルンゲル（♀）・ゴルーグ・シャンデラ。強化状態の場合は新たにユキメノコ・フワライドが加わる。『ブラック2・ホワイト2』ではクリア前に使うポケモンがブルンゲルからフワライドになり、チャレンジモードではジュペッタが追加される。クリア後はユキメノコ・ムウマージが加わり、チャレンジモードではムウマージの代わりにゲンガーを使用する。エースポケモンはどのパーティでもシャンデラである。
ギーマ
声 - 小野大輔（ポケマス）
四天王の一人。あくタイプのポケモンの使い手。燕尾服に似た洒落たファッションに身を包んだ優男で、キザな印象の持ち主。勝負師としてポケモンバトルをシビアに考えており、「いい勝負師とは勝利に浸るでもなく、敗北に取り乱すでもなく、ただひたすらに次の勝利を求めるもの」という独自の勝敗論を持つ。革靴を裸足で履いている。
デザイナーの大村祐介によると、猫娘のシキミに対してドラキュラをイメージしている。また、大村の中では落ちぶれてしまった御曹司のようなイメージがあり、家柄が良さそうな印象をなくさないように描いている。
使用ポケモンはズルズキン・ワルビアル・レパルダス・キリキザン。強化状態の場合は新たにサメハダー・ドラピオンが加わる。『ブラック2・ホワイト2』ではクリア前は手持ちの変更はないが、チャレンジモードではアブソルが追加される。クリア後に加わるポケモンはドンカラス・ヘルガーに変更され、チャレンジモードではレパルダスの代わりにバンギラスを使用する。エースポケモンはどのパーティでもキリキザンである。
男性だが手持ちポケモンの性別は初戦と再戦共に先発のポケモン以外は♀になっている（初戦時はズルズキン、再戦時はサメハダー以外。そのため、初戦時と再戦時のズルズキンは別の個体である）。『ブラック2・ホワイト2』では手持ちが全て♀になっているが、チャレンジモードの再戦時では全て♂になっている。
『サン・ムーン』にも登場。着流し姿で登場し、サメハダーのポケモンライドをくれる他、バトルツリーにも登場する。手持ちはヘルガー、サメハダー、ズルズキン、アブソル、ドンカラス、レパルダス、キリキザン、バンギラスで、ヘルガー、サメハダー、アブソル、バンギラスのいずれかをメガシンカさせてくる場合がある。
カトレア
声 - 佐藤聡美（ポケマス）
四天王の一人。エスパータイプのポケモンの使い手。実力者を輩出してきた家系のお嬢様。白を基調とした服装の金髪の少女。登場時はベッドで寝ておりどこか脱力的な雰囲気を漂わせている。強力な超能力者で、両端のリボンを超能力で浮かせて髪形を作っており、自分の超能力を抑え切れなかった時期のことを度々振り返っている。シロナとは知り合いで、春・夏の間彼女に別荘を貸している。
使用ポケモンはランクルス・ムシャーナ・シンボラー・ゴチルゼル。エースポケモンはゴチルゼル。強化状態の場合は、新たにメタグロス・ドータクンが加わる。エースポケモンはメタグロスになる。『ブラック2・ホワイト2』ではクリア前は手持ちの変更はないが、チャレンジモードではメタグロスが追加される。クリア後に加わるポケモンはドータクンがエルレイドに変更。チャレンジモードではシンボラーの代わりにフーディンを使用する。
『プラチナ』・『ハートゴールド・ソウルシルバー』に登場したカトレアと同一人物であり、ジョウト地方とシンオウ地方にあるバトルキャッスルのフロンティアブレーンをしていた。本作はその数年後という設定で、容姿や口調はその頃より大人びている。
レンブ
声 - 永野善一（ポケマス）
四天王の一人。かくとうタイプのポケモンの使い手。
威風堂々とした性格の青年で、格闘の道を極めるべく修行を続けている。アデクを師匠と呼び、一番弟子を名乗っている。力を重視する考え方の持ち主でチャンピオンのアデクも強さが全てというチェレンに対して「（昔の）レンブに似ている」と言っている。
特徴的な眉毛をしており、金髪で色黒。ダウンベストに黒帯と格闘家らしいラフな服装をしている。全体的な色は黄色と黒を互い違いに使っており、これは獅子のアデクに対して虎をイメージしている。
デザイナーの大村祐介によると、企画側からもらった設定は「ストリートファイトで鍛えた人」。父親が空手の師範代で、家を出ていくときに「どんな格好をしてもいいから、帯だけはしておけ！」と言われたというようなバックボーンを考えながらデザインした。
使用ポケモンはナゲキ・ダゲキ・ローブシン・コジョンド。エースポケモンはコジョンド。強化状態の場合、新たにキノガッサ・ドクロッグが加わる。またエースポケモンがコジョンドからローブシンに変更されている。『ブラック2・ホワイト2』ではクリア前は手持ちの変更はないが、初戦時からローブシンがエースポケモンになっており、チャレンジモードではルカリオが追加される。クリア後に加わるポケモンはルカリオ・チャーレムに変更され、チャレンジモードではチャーレムの代わりにカイリキーを使用する。主人公がネジ山に入ろうとすると途中で止めに入るが、クリア後は強さを認め去るシーンがある。
アデク
声 - てらそままさき（ポケマス） / 間宮康弘（Evolutions）
『ブラック・ホワイト』におけるイッシュ地方ポケモンリーグチャンピオン。紅く燃えるような髪型をした初老の男性で、歴代でも最高齢のチャンピオン。山伏にも似た服装をしており、首元に数珠のようにモンスターボールを掛けている。これまでとは違い初登場時にチャンピオンと明かされる。彼がポケモントレーナーとして最初に手に入れたポケモンを病で失い、それ以来ポケモンリーグを去り放浪の旅を送っていた。
初登場はライモンジムクリア直後の5番道路。チャンピオンになる強さにこだわるチェレンを諭すために主人公と組ませて幼児とのマルチバトルをさせる。その後もチェレンに強さについて諭したり、プラズマ団関係などのイベントで何度か登場する。
リュウラセンの塔でプラズマ団が伝説のドラゴンポケモンを復活させたことを受けて、チャンピオン打倒によって理想を実現しようとするNを止めるためにポケモンリーグに復帰するも、力及ばず敗北してしまう。N曰く長年放浪していたため、本気で戦ったのは久しぶりだったとのこと。
大切なパートナーだったポケモン（『ブラック2・ホワイト2』によるとウルガモスで、現在所持するウルガモスはその子供である模様）を失った事で「命」は勿論のこと「強さ」とは永遠ではない事を知り、それ以外の大切な事を広めるために放浪の旅を送っていたらしい。強さに固執するチェレンの価値観にも影響を与えている。
『ブラック2・ホワイト2』ではチャンピオンを正式に引退し、サンギタウンで子供たちにトレーナーとしての指導をしている。前作同様、エンディング後に対戦する事が可能なほか、ポケモンワールドトーナメントではチャンピオンズトーナメントに出場する。また、孫のバンジロウが登場している。
タイプのこだわりはないが使用ポケモンはむしタイプが中心となっている。使用ポケモンはアギルダー・バッフロン・シュバルゴ・クリムガン・バイバニラ・ウルガモス。エースポケモンはウルガモス。前述の通り彼とはエンディング後に対戦が可能になる。『ブラック2・ホワイト2』では、クリムガンとバイバニラに代わってウォーグルとローブシンが加わる。
デザイナーの大村祐介によると、最初に伝えられたイメージは「伝道師」。デザイン上は太陽みたいな男にしたいという意図もあり、太陽を連想させるのにわかりやすいのがライオンだろうということで、髪型を獅子のたてがみのような形にまとめている。また、モンスターボールを7つ以上持ち歩いているのは、パソコンの使い方を知らずポケモンを預けられないという設定によるもの。
アイリス
『ブラック2・ホワイト2』におけるイッシュ地方ポケモンリーグチャンピオン。詳細は「#ジムリーダー」を参照。

## バトル施設リーダー
ノボリとクダリ
声 - 松岡禎丞（ノボリ）、内田雄馬（クダリ）〈ポケマス〉
ライモンシティのバトルサブウェイの舞台となる地下鉄の車掌であると同時に、バトルサブウェイを勝ち進めたトレーナーに対しボスとして立ちはだかる「サブウェイマスター」である凄腕トレーナー。双子であり（ノボリが兄でクダリが弟） 瓜二つの容姿だが、ノボリは黒、クダリは白を基調とした服装をしている。また口調も異なり、ノボリは一人称が「私」で、冷静な口調で喋るが心昂ると「ブラボー!」と声を挙げる。一方でクダリは一人称が「僕」でやや幼い口調で喋る。
デザイナーの大村祐介によると、電車の中で戦うと聞いてクレイジーだなと思い、その第一印象からエキセントリックな人物にデザインした。イメージとしてはピエロ。
シングルトレイン（シングルバトル）ではノボリが、ダブルトレイン（ダブルバトル）ではクダリが登場し、マルチトレイン（タッグバトル）ではノボリとクダリがチームを組んで同時に登場する。
通常のトレインではこちらの実力を見極めるというのもあり、極端に強力なポケモンは使用しないが、それでもそれまでのトレーナー以上の強さを見せる。シングルではイワパレス、ダストダス、ギギギアルを手持ちポケモンとして、ダブルではこれらにアイアントが追加、マルチではイワパレスがデンチュラに差し替えられる。
スーパートレインでは本気を見せて、より強力なポケモンと戦法を用いてくる。手持ちポケモンはドリュウズ・シャンデラ・オノノクスとなり、ダブルではシビルドンが追加され、マルチではシャンデラがアーケオスに変更されている。
『ブラック2・ホワイト2』では、イベントで戦う事もあり、ノボリはガントル、クダリはドテッコツを使用する。
『LEGENDS アルセウス』ではノボリのみ登場。タイムスリップの影響で記憶を失い、シンジュ団に所属している。
バンジロウ
声 - 小林由美子（ポケマス）
『ブラック2・ホワイト2』に登場するアデクの孫。祖父譲りの赤い髪と燃えるような髪型を持つ少年。首にかけたモンスターボールの数珠や、ウルガモスを使う所も祖父譲り。見た目どおりの熱い性格の腕白坊主。人を呼ぶときに何回も呼ぶ癖がある。服はボロボロでリュックを背負っている。アデクの家でアデクに勝った後、主人公に黒の摩天楼 / 白の樹洞の事を伝え、挑戦に行く。エリア10のボストレーナーとして登場する。使用ポケモンはチャレンジモードでなくともレベル80を超え、『ブラック・ホワイト』および『ブラック2・ホワイト2』に登場するトレーナーでは使用ポケモンの最高レベルが最も高い。
使用ポケモンは『ブラック2』ではラティオス・ガブリアス、『ホワイト2』ではラティアス・カイリュー、共通して使用するウルガモスの計3体である。勝つとアデクの家で『ブラック2』では色違いのフカマル、『ホワイト2』では色違いのミニリュウをもらえる。

## プラズマ団
イッシュ地方で暗躍する謎の組織。シンボルマークは「P」（Plasma / プラズマ）で、白黒の配色に青い閃光をあしらっており、白と銀を基調とした中世の騎士団のような服装をしている。組織の王(トップ)にN（エヌ）が君臨し、組織の幹部として「七賢人」が存在する。
団員達はNのカリスマ性に陶酔し、ポケモンたちを悪い人間から解放する「ポケモン解放論」という思想を説いている。「人間とポケモンが共存することはありえず、ポケモンと人間を白黒はっきり分けることによってトレーナー同士の競争も自然消滅し、結果的にポケモンの幸せに結びつく」「人間の力を超え未知の可能性を持つポケモンから様々なことを学び、そのためにも解放するべきである」といった、確かな説得力のある思想を流布していくことで、トレーナーに対する影響力を強めていく。
が、それらは単なるお題目に過ぎず、それを建前にして団員達は、トレーナーからポケモン略奪を行っており、ゲーチスたちが「言葉」を用いて人心を掌握するのに対し、団員達は「暴力」を用いてポケモンを略奪するといった役割分担が為されている。敗北時には「プラーズマー!」と捨てゼリフを吐く（無理やり口にしているらしく、「くやしぃーー!!」と言った後に「プラーズマー!」と言い直す団員がいる）。周りの多種多様な価値観を認めようとしないどころか、組織の目的のためなら、トレーナーはおろか、ポケモンにまで暴力を振うことも厭わず、ポケモンを道具と見なす団員もいる。さらに、P2ラボに残された破れたメモなどから、ポケモンに対する改造実験までもしており、その結果としてゲノセクト が生まれている。これらの点からも、性質の悪さに関しては、ロケット団やギンガ団以上とも言える。
その実態はゲーチスが人間の力を超えたポケモンを独占し、他の全てのトレーナーからポケモンを解放・略奪する事で世界を独裁的に支配するためであり、プラズマ団の存在自体がそれを実行するための手段でしかなかった。ゲーム中では「ポケモンを持つことが許されるのはプラズマ団だけ」といった趣を団員が発言しており、彼らが明らかにポケモンを独占するつもりであったことがうかがえるが（一方で、本当にポケモンを救いたいと願っていた団員も少数ながらおり、団員同士でも人によって思想は大きく異なっていた）、ゲーチス本人にいたっては自分だけが独占できれば良いとまで考えていたようである。
エンディング後はNの敗北とゲーチスの行方不明に伴い組織が瓦解。七賢人も散り散りになり、後に彼らは国際警察のハンサムによって身柄を確保される。
2年後の『ブラック2・ホワイト2』では、純粋なポケモンたちの解放を目的とする「N派」と、ポケモンを独占し世界征服を目論む「ゲーチス派」に分裂していた事が判明する。ゲーチス派団員は瓦解後も世界征服を諦めておらず、再びポケモンの略奪といった活動を再開している。N派団員はそれまでの活動を悔い改め、ホドモエシティの高台の建物を拠点に各地で略奪後持ち主が分からないままのポケモンの保護と言ったボランティア活動を行いNの帰還を待っている。また、ゲーチス派に対してはスパイを送り込み監視も行っている。なお服装はN派の一部の元団員は前作と同じだが、ゲーチス派の団員は黒と灰色を基調とした強盗団やテロリストを彷彿とさせる服装になっている（デザインは前作のものを踏襲しているが、口元にはマスクを着け、頭には形がベレー帽に似た帽子を被っており、胴体の部分は軽装になっている）。コスチュームを変更した理由は、「たとえNが戻ってきても居場所がないことを印象付けるため」であるという（事実、作中でNのことを裏切り者呼ばわりしているゲーチス派団員が存在した。この団員はN派団員の1人に対してポケモンの略奪を行なうよう勧誘していた）。また、ゲーチス派の団員達は伝説のポケモンの損失と、分裂による人材とポケモンの数の激減（上記のスパイの存在に気づけず、ポケモンはメンバー分を賄えず所持していない団員も出ていたほど）により大きく弱体化した上、団員の食事もパンと水だけで生活していた他、任務に成功しなければ食事は与えられない上にポケモンも没収されるという、かなり劣悪な待遇に身をやつしていた事が語られている。
最終的には『ブラック2・ホワイト2』の主人公との戦いを経てトレーナーがポケモンの強さを引き出す能力は自分の研究を上回ると確信して満足したアクロマによって、ゲーチスの意思に反して解散が宣言される。そして、ゲーチスが『ブラック2・ホワイト2』の主人公に敗北したことで完全崩壊を喫した。解散後、路頭に迷っているプラズマ団員達はアクロマと共にプラズマフリゲートでこれからの自分達の進むべき道を模索している。
『サン・ムーン』『ウルトラサン・ウルトラムーン』ではホドモエシティに居た元団員と思しきエーテル財団職員が登場しており、トレーナーとはぐれたポケモン達の世話が一段落した事が語られている。
『ブラック・ホワイト』でのゲーチスの演説から始まる本格的な活動の3年前から既に活動を開始していた模様。
N（エヌ）
声 - 神谷浩史（アニメPV） / 石田彰（ジェネレーションズ） / 緑川光（ポケマス） / 松岡禎丞、三浦千幸（幼少期）〈Evolutions〉
『ブラック・ホワイト』の主人公のライバル。プラズマ団の頂点に君臨する王（ボス）である青年。初期設定の本名は「ナチュラル・ハルモニア・グロピウス（Natural Harmonia Gropius）」 であるが、ゲーム中にはヒントが示されているだけである。
未来予知とポケモンの言葉を理解し心を通わせる能力を持っている。ゲーチスとは親子関係であることが示唆されているが、七賢人の一人によれば両者ともに不明な点が多く、本当に親子であったかは不明。ポケモンから生まれた人間という噂もある。『ブラック2・ホワイト2』では森でゾロアやヒヒダルマと言ったポケモン達と一緒に育っていたところを親と名乗るゲーチスに引き取られたという旨の会話がある。ゲーチスを説得する際にはあえて「とうさん」と呼んでいる。
ポケモンを「トモダチ」と呼び大切にする一方、人間とポケモンの共存を否定し、ポケモンと人間が共存する今の「灰色」の世界を「白黒」はっきり別けることがポケモンの幸せに結びつくと考えている。その理想の実現のためにチャンピオンを打倒し、トレーナーの頂点に君臨することで全世界のトレーナーからポケモンを解放させようとする。主人公には一目置いており、自らの思想の正しさを証明するために対戦を挑み、自身の思想に対しての是非を求める。常識離れしたIQを持つ天才で、自らの思想や他の事象を独自の「数式」に喩える様子が多々見られる。またかなり早口であるという設定で、彼のメッセージは言葉送りのスピードを「速い」に設定した時よりもさらに早く表示される。また、キャラクターアイコンに「首を横に早く振る」という固有の動作が見られる。
彼の思想は、ゲーチスが自己の野望のために幼いころから人間に傷つけられたポケモンと接する機会しか与えず、外界から隔離し育て植えつけたもので、そのために天才肌の頭脳とは裏腹に精神的には純真な幼児そのもの。しかしポケモンの幸福を願う信念は本物で、ゼクロム / レシラムもその想いを認めていた。善悪感もあり、P2ラボに残されたメモによれば、プラズマ団の何者かが計画したポケモンに対する実験に反対していたらしい。
「リュウラセンの塔」で英雄を待つとされる伝説のポケモン・ゼクロム / レシラムと出会い英雄として認められた後、主人公に対となるもう一つの伝説ポケモンを探し出すよう促しポケモンリーグへ向かい四天王とチャンピオンを打倒する。そして「Nの城」で主人公と「ポケモンの自由」をかけた最終決戦を繰り広げるも敗北。そこでゲーチスにことの真実を知らされ操り人形であったことに落胆するが、自分の理想と信念のために行動してきた彼自身は誰の操り人形でもなかったとアデクに指摘され、自らを省み成長する。最後は主人公に自分の気持ちと別れを告げゼクロム / レシラムと共にいずこかへと旅立っていった。
『ブラック2・ホワイト2』では七賢人でも足取りが掴めず行方不明だったが、ゼクロム / レシラムを通じてキュレムに起こった事態とゲーチスの新たな野望を知り再びイッシュ地方に姿を見せる。異なるものを受け入れる大切さを理解するなど、2年間で大きな精神的成長を遂げ、過去の自分を振り返ったり、ゲーチスを説得したりした。エンディング後はチャンピオンロードの地下にあるNの城で対戦し、勝利すると『ブラック2』ではゼクロムが眠った姿のダークストーンを、『ホワイト2』ではレシラムが眠った姿のライトストーンを主人公に託す。その後は金曜日にライモンシティの観覧車に一緒に乗った後にNの城で各季節ごとに1回のみ対戦できる。
基本的にポケモンを傷つけるポケモンバトルは好まず、道中でのバトルの際の手持ちは遭遇した場所の近辺に野生として生息するポケモンが多い。1回目の使用ポケモンはチョロネコ、2回目はマメパト・オタマロ・ドッコラー、3回目はメグロコ・ダルマッカ・シンボラー・ズルッグ、4回目はガントル・バチュル・ギアル・テッシード、最後の対決ではアバゴーラ・バイバニラ・アーケオス・ゾロアーク・ギギギアル・ゼクロム / レシラムと毎回変わっている（4回目のギアルと最終決戦のギギギアルは特性が違うので別の個体。実際に『ブラック2・ホワイト2』の思い出リンクのイベントで捕まえたポケモンをその場で逃がしているシーンがある）。『ブラック2・ホワイト2』での使用ポケモンは季節によって変わり、春は天候があめの時に強化されるチーム（ニョロトノ・ランターン・ドククラゲ・オムスター・カブトプス・スターミー）、夏は天候がひでりの時に強化されるチーム（キュウコン・ウインディ・ギャロップ・ダーテング・テッカニン・リーフィア）、秋は天候がすなあらしのときに強化されるチーム（カバルドン・ドサイドン・アーマルド・トリトドン・ハッサム・ユレイドル）、冬は天候があられの時に強化されるチーム（ユキノオー・バイバニラ・パルシェン・マンムー・ユキメノコ・グレイシア）となっている。
増田順一のイメージが中心となっており、とにかく天才を出したいというオーダーを受けたデザイナーが「天才とは何か」を考えた結果、中性的な容姿で芸術家タイプのような敵らしくないデザインが出来上がった。
七賢人（しちけんじん）
ゲーチスを含めたプラズマ団の七人の幹部。立場こそ同じであるものの全員がゲーチスを別格と目している。「頭の良い人間」を欲するプラズマ団によって世界中から集められ組織された。組織の運営や活動の指揮を行うなど実質的に組織を動かしている幹部集団であり、中でも筆頭格のゲーチスは事実上組織の実権を握っている黒幕である。最終決戦では主人公を袋叩きにしようとするも、サンヨウジムの3名を除くジムリーダー8人と戦う。戦いの結末は描かれていないもののジムリーダー達からはうまく逃げおおせている。この時に戦った6人の実力はジムリーダーと同等であるという。プラズマ団が瓦解した後は離散。その後特定の場所で彼らを発見すると、各々がNとゲーチスの関係について言及した後満足した証としてゲーチスから預かったわざマシンを渡し、駆け付けたハンサムによって身柄を確保される。主人公と戦う事はないが、Nの城で主人公を足止めしようとしたりジムリーダーと戦うなどポケモンは持っている様子。
2年後の『ブラック2・ホワイト2』では釈放され、ロットを中心としたNの理念の基、罪滅ぼしの活動を行う旧プラズマ団のメンバーと、ヴィオを中心としたゲーチスの新たな野望に向けた活動を行う新プラズマ団のメンバーに分かれている。
ゲーチス
声 - 速水奨（ジェネレーションズ） / 花田光（ポケマス） / 子安武人（Evolutions）
プラズマ団の幹部で独自の衣装に身を纏った壮年の男性。底の見えない落ち着いた喋り方をする。立場上はNの部下に当たり、組織内では「七賢人」に属しているが、事実上組織を牛耳っている人物で、プラズマ団に関する事件において、事実上の真の黒幕である。プラズマ団を創設した張本人であり、息子であるNを傀儡の王に祭り上げ、自らが実権を握り組織を裏で動かしていた。略奪や暴力ではなく街頭演説によって街の住民やトレーナーにポケモンを解放するように訴え、その意義を説く。自身の演説によって時代そのものや人々の価値観を動かすことを目的とし、それによってプラズマ団の活動を進めていく。
だがそれは建前に過ぎず、物語のラストで胸中ではプラズマ団や自身の演説による世論・規範の形成活動を通じて世界中のトレーナーにポケモンを自主解放させ、それを略奪することで彼らを無力化し自分だけがポケモンを利用することによって世界を独裁支配しようという計画を目論んでいたと明かす。だがその計画は主人公と関わったことにより自分の意向から外れた行動をとっていくNと相互に影響を受け合い、あまつさえもう一方の伝説ポケモンに認められ英雄となった主人公の存在によって狂いが生じる事となった。初期設定によると本名は「ゲーツィス・ハルモニア・グロピウス」である。Nとは親子関係であり（ただし『ブラック2・ホワイト2』で血の繋がった親子ではないことが判明）、彼を自分の野望のために育て「新しき王」として祭り上げて操り人形にしていたことが明かされている。かつては人間の操り方を研究していたらしく、自らが育て上げたNのことを「心のない化け物」と呼ぶが、チェレンやアデクには「（Nではなく）ゲーチスこそが心のない男」と評された。
ストーリー上における最終ボスであり、Nが主人公と最終決戦を繰り広げ敗北した後、野望の実現のため主人公に勝負をしかけてくるが敗北。その場で拘束されるが後にダークトリニティに助け出され行方不明になる（チャンピオン以外のトレーナーがラストボスとなるのは『ブラック・ホワイト』が初である）。
『ブラック2・ホワイト2』では、アクロマを新たなリーダーに祭り上げてプラズマ団を再編成し、力によるイッシュ地方の支配を目論む。右目に赤いモノクルを着用し、口の右側の開きが歪み、一切見せない右腕や2年後は左手で杖（モンスターボールによる捕獲を無効化する妨害電波を発生させる機能を持つ）を突いて歩行しているなど、右半身に何かしらの異常があると思われ、戦闘中においてもすぐに息切れしてしまう描写があった事から、前作のショックが原因で身体の健康状態を大きく悪くしてしまった模様。言動も前作に比べて、やや荒くなっている。また、衣装は黒を基調としたものに変更されている。
キュレムを捕らえてプラズマフリゲートの動力源にし、ソウリュウシティを砲撃、氷付けにして「いでんしのくさび」を奪取する。しかし、主人公との戦いでポケモンの強さを引き出す答えを出したアクロマの独断でプラズマ団を解散にされてしまった事で、ほとんどの手駒を失ってしまい、追い詰められたゲーチスは、ジャイアントホールにて駆けつけたNのゼクロム/レシラムをキュレムと融合させるが、主人公によってキュレムを倒されたことで、目論みも失敗に終わってしまう。それでも諦めないゲーチスは、悪足掻きに近い形で主人公に勝負を挑むも敗北。2度にも及んで自身の計画が失敗してしまったゲーチスは、完全に取り乱して正気を失った状態になってしまい、Nの必死な説得も、彼を化け物呼ばわりする事で、拒絶。そこに駆けつけたダークトリニティによって救出された。エンディング後のダークトリニティ曰く、「もう何もできない」との事で、結局彼とNが和解することは最後までなかった。
使用ポケモンはデスカーン・バッフロン・シビルドン・ガマゲロゲ・キリキザン・サザンドラ。『ブラック2・ホワイト2』ではバッフロンとキリキザンに代わってドクロッグとドラピオンが加わっている。エースポケモンは共通してサザンドラである。
『ウルトラサン・ウルトラムーン』では『ブラック・ホワイト』時点での野望が実現しかけた時点からウルトラホールを通じてアローラ地方のエーテルパラダイスに転送され、レインボーロケット団の幹部となっている。自分が異世界から招かれた理由について独自に考えた結果、「あらゆる並行世界を周り全ての世界のポケモンを解放し、全ての世界で自分だけが力を持つ」という、『ブラック・ホワイト』から更に悪化した壮大な野望を発案。その野望を叶えるための操り人形として「目的が分かり易い人間は心を持たぬ化け物(N)より遥かに制御しやすい」と言う理由でサカキを傀儡のボスとして操ろうとしていた。主人公が勝利すると『BW』や『BW2』の時と同様、どこの誰とも知らない無名のトレーナーに負けたという事実に激しく取り乱しながらも、決して自身の負けを認めようとはせず、それどころかリーリエを人質に取って主人公にモンスターボールを全て捨てさせようとするという卑劣な手段に出る。しかし、アクロママシーン1102号で姿を消して行動していたアクロマにリーリエを助け出された事で失敗に終わり、最後はアクロママシーンの力で次元のチャンネルを合わせられ、元の世界に強制送還された。手持ちはデスカーン、バッフロン、キリキザン、サザンドラに加え、エースとして『ウルトラサン』ではゼクロム、『ウルトラムーン』ではレシラムを使用。
開発スタッフによると、Nと同様に詳細な背後設定が用意されており、デザインはそれを基に「異様さ」を強調して行われた。
「ゲーチス」という名前は、「ソ」と「ド#」のドイツ語表記である「G（ゲー）」「Cis（ツィス）」に由来する。この2音の和音は「音楽の悪魔」と呼ばれた三全音になる。ゲーチスとの戦闘BGMにもこの三全音が用いられている。
ヴィオ
声 - 志村知幸（ジェネレーションズ）
紫色の服を着た老年の男性。非常に寒がりで、『ブラック・ホワイト』での初登場シーンでは団員に自分の体を暖めさせていた。そのため2年後の『ブラック2・ホワイト2』でもチェレンに寒がりであることを思い出されてしまう。2年後も寒がりは変わっていないが、寒いと感じることに生きていることを実感するという性格で、団員からも呆れられている。そのため手持ちは全てこおりタイプである。
2年後の『ブラック2・ホワイト2』では、プラズマ団による世界の支配によって人々がモンスターボールという文明を捨て去ることで世界が変わる様子を知りたいとの理由からゲーチスの計画に協力し、フリージオ2体とマニューラを手持ちに加え何度か主人公と戦う。
殿堂入り後は罪滅ぼしに海底遺跡の文字を主人公に教える。
ロット
声 - 伊原正明（ジェネレーションズ）
赤茶色の服を着た老年の男性。『ブラック・ホワイト』ではヒウンシティのプラズマ団仮アジトに登場する。潮の香りがする国で生まれたらしい。『ブラック2・ホワイト2』ではN派団員をまとめ、ホドモエシティにある旧プラズマ団（前作と同じ白装束）の家に住んでおり、ゲーチス派団員に立ち向かう主人公やライバルの姿を見て、ジャイアントホールではかつての部下であるゲーチス派団員を旧プラズマ団員とともに説得するも、ゲーチス派団員からはNと同様「裏切り者」呼ばわりされた事で失敗に終わる。Nのトモダチであったゾロアを主人公に託す。ハーデリアとココロモリを使用する。
アスラ
声 - 安部亮馬（ジェネレーションズ）
薄茶色の服を着た老年の男性。『ブラック・ホワイト』ではシッポウ博物館のドラゴンの骨を盗ませる。ヤグルマの森でその骨が伝説のドラゴンポケモンのそれではないと知ると主人公に返した。『ブラック2・ホワイト2』では同じくヤグルマの森で登場。ゲーチス派団員を説得しに来たが遅れてしまったらしい。
スムラ
声 - 松田修平（ジェネレーションズ）
灰色の服を着た老年の男性。『ブラック・ホワイト』ではヒウンシティのプラズマ団仮アジトでゲーチス・ロットと共に登場する。
ジャロ
声 - 小室正幸（ジェネレーションズ）
赤色の服を着た老年の男性。『ブラック・ホワイト』ではリュウラセンの塔で邪魔者の排除を行う。
リョクシ
声 - 岡部涼音（ジェネレーションズ）
緑色の服を着た老年の男性。『ブラック・ホワイト』では主人公を試せと言われ、古代の城で部下を差し向ける。

ダークトリニティ
声 - 石田彰（アニメPV）
ゲーチスに仕える三人組で、ゲーチスに救われたことから彼に忠誠を誓っている。忍者のような姿をしており、組織内でも特に汚れ役を担う存在と言える。闇に隠れるがごとく姿を消し、突如現れては主人公をNやゲーチスの元に連行していくが、あくまでゲーチスの命令を遂行しているだけであり主人公に対する直接的な敵意はうかがえない。ゲーチスが主人公に敗北し姿を消した後も彼に対する忠誠心は変わっておらず、ゲーチスから渡された貴重なアイテムを主人公に授けては姿をくらます。
『ブラック2・ホワイト2』ではゲーチスによるプラズマ団の再建に伴い、ゲーチスの新たな野望に向けて活動する。また、ポケモンバトルを行うイベントもある（「プラズマ団のダーク」と表示）。5年前にライバルの妹からチョロネコを奪ったのは彼らのうちの一人。
手持ちポケモンは3人共通してコマタナを2匹使用し、他にはアブソル・アギルダー・ジュペッタを使用する。
なお、『ブラック2・ホワイト2』発売に合わせて公開されたスペシャルアニメーションでは、ゲームと異なりコマタナではなくその進化形であるキリキザンを使用していた（キリキザンはエンディング後にコマタナが進化した形で3人全員が使用する）。
平和の女神（ヘレナ）、愛の女神（バーベナ）
声 - 根本京里（平和の女神）、元吉有希子（愛の女神）〈Evolutions〉
Nの城の一室にいる謎の2人の女性。愛の女神に話しかけると手持ちのポケモンを回復させてくれる。2人からは、Nやゲーチスに関する知られざる過去を聞く事ができる。『ブラック2・ホワイト2』ではN派に属しており、Nと同じく孤児だったということを聞ける。
それぞれの名前はゲーム中では語られていないが、メディアミックス作品などで明かされている。
ケンジ
ゲノセクトの研究を行っていた研究員。P2ラボにて彼が書いたと思しきメモが有り、ゲノセクトを連れていると本人がP2ラボにて現れバトルとなり、勝利後にゲノセクトのカセット（『ブラック』『ブラック2』ではブレイズカセットとイナズマカセット、『ホワイト』『ホワイト2』ではアクアカセットとフリーズカセット）を主人公に渡す。ギアルとギギアルを使用する。
アクロマ
声 - 諏訪部順一（アニメPV） / 川島得愛（ジェネレーションズ） / 遊佐浩二（ポケマス）
『ブラック2・ホワイト2』に登場。掴みどころのない独特な言動が特徴の科学者。「ポケモンの強さは何によって引き出されるか」を研究しており、何度となく主人公に接触してくる。
その正体はゲーチスと旧知の仲であるとともに、彼に祭り上げられて就任した新たなプラズマ団のリーダーである。ただし、ゲーチスに協力したのは利害の一致からであり、彼自身は卑劣な性格をしたゲーチスを嫌っている。キュレムの力を強制的に引き出す研究を実施してイッシュ地方を氷漬けにする要因を作り出し、「研究のためなら世界が滅びても構わない」と断言するマッドサイエンティストの面を持つが、同時に純粋な研究心の持ち主であり、主人公に接触してきたのもトレーナーがポケモンの強さを引き出す可能性に興味を抱いたためである。最終的には主人公との戦いを経てトレーナーがポケモンの強さを引き出す能力は自分の研究を上回ると確信して満足し、ゲーチスの意思に反してプラズマ団の解散を宣言する。
プラズマ団を解散させた後は、路頭に迷っているプラズマ団員達と共に、プラズマフリゲートでこれからの自分の道を模索している。主人公と再戦する時は、ポケモンの能力を引き出すためにアクロマ自身も自分のポケモンを信じるようになっている。
主にはがねタイプのポケモンを中心に使用する。プラズマ団として対戦する際の使用ポケモンはレアコイル・オーベム・ジバコイル・メタング・ギギギアルの5匹で、エースはギギギアル。エンディング後にP2ラボに停泊しているプラズマフリゲート内で対戦する際の使用ポケモンはメタングがメタグロスに進化し、新たにウォッシュロトムが加わっている。最初の対戦後にはマスターボールを主人公に渡し、その後は1日1回対戦できるようになる。
『X・Y』では直接の登場は無いが、カロス地方にて10番道路の列石がエネルギーを発している事を数年前に教えられたとバックパッカーの口から語られている。
『サン・ムーン』では物語中にわざマシン、殿堂入り後にゲノセクトのカセットをくれる他、バトルツリーにも登場する。バトルツリーでの手持ちはポリゴン2、ポリゴンZ、メタグロス、ベトベトン、ジバコイル、ギギギアルで、メタグロスをメガシンカさせてくる場合がある。
『ウルトラサン・ウルトラムーン』ではウルトラ調査隊からネクロズマのパワーを制御する装置の開発を依頼されたが、本人的に不満だったらしくソルガレオとルナアーラを取り込むマシン「ネクロプラスソル」「ネクロプラスルナ」に無断で改造し、ネクロズマを捕まえた主人公に手渡した。「エピソードRR」では相手を元の世界に転送する「アクロママシーン1102号」を用いて、別世界から現れたゲーチスから主人公とリーリエを救出した。

## その他の人物
シロナ
『ダイヤモンド・パール・プラチナ』からのゲストキャラクターで、シンオウ地方のチャンピオン。『ハートゴールド・ソウルシルバー』では一部のイベントのみの出演であったが、今作ではポケモントレーナーの一人として勝負することができる。登場時期は一部の場合を除き春・夏限定。サザナミタウンのカトレアの別荘で春限定で1日1回だけ対戦可能。なお、他の季節では最初に会った時だけ対戦可能である。
イッシュ地方へは海底遺跡の調査にやって来たとの事だが、バカンスも兼ねているようで、誰もいないときにこっそりと海を泳いでいるという噂が流れている。
『ブラック2・ホワイト2』でも登場。ポケモンワールドトーナメントに参戦する他、サザナミタウンの別荘にも引き続き登場する（登場条件は『ブラック・ホワイト』と同じ）。
イッシュ地方の女性トレーナーたちとも仲良くなっているようであり、彼女に勝利するとそれ以降春・夏の間だけイッシュ地方のジムリーダーと四天王の女性メンバーがランダムで別荘に遊びに来るようになる（ただし対戦はできない）。
ハンサム
声 - 北島善紀（ポケマス）
『プラチナ』からのゲストキャラクターで、国際警察のメンバー。プラズマ団が暗躍しているという情報を得てイッシュ地方にやってきた。エンディング後に主人公の家に現れ、何故か要件とは関係なく自信満々に「すごいつりざお」を渡し主人公とその母を唖然とさせた。プラズマ団が瓦解した後に姿をくらました「七賢人」の捜査依頼をし、後に主人公との連携で彼らを捕えてゆく。ゲーチスを除く6人全員を確保すると、Nらしき人物がドラゴンポケモンと一緒にいるという情報を元にどこかへと渡っていき、以後出会うことはない。
『ブラック2・ホワイト2』では直接の登場はないが、シキミの台詞からイッシュリーグにも挑戦したらしい。
外国人のしたっぱ
『金・銀』および『ハートゴールド・ソウルシルバー』からのゲストキャラクターで、カントー地方の秘密結社「ロケット団」で唯一の外国人構成員。今作にて彼の故郷がセッカシティである事が判明。彼の住んでいる家には冬のみ行くことが出来る。
当初は故郷にてロケット団の再建を目論んでいたが、結婚し、息子が産まれてからは家庭のことが忙しくなり全く進んでない。もっとも、現在は再建計画に乗り出す気がほとんどないらしい。家族仲は円満で妻子と幸せに暮らしている。家族はロケット団がどのような組織だったか知らない模様である。スキンヘッドとなっており、ロケット団時代とは随分印象が異なっている。彼の妻からは「いかりまんじゅう」をもらうことができ、彼がかつて所属していたロケット団の同僚の好物だったとされている。
英語交じりの口調となっており、元々はカントー地方から見ての外国人を表すための演出であったが、彼の故郷が舞台である今作でも変更されていない。
なお、『金・銀』ではロケット団解散を知り途方に暮れたまま姿を消していたが、『ハートゴールド・ソウルシルバー』では上記のように故郷に戻っての再建を考えての帰国に変更され、本作における再登場の伏線となっていた。
『ブラック2・ホワイト2』では登場せず、彼と家族が住んでいた家には代わりにホウエン地方の秘密結社「マグマ団」と「アクア団」の元団員と思しき夫婦とサウンドデザイナーが住んでいる。
ナツメ
声 - 田中理恵（ポケマス）
『金・銀』および『ハートゴールド・ソウルシルバー』からのゲストキャラクターでヤマブキシティのジムリーダー。『ブラック2・ホワイト2』のみの出演。
ポケモンワールドトーナメントに参戦する他、今作では経緯は不明だがポケウッドに役者としてスカウトされ、ハチクとも並ぶ人気女優となっている。映画『魔法の国と不思議な扉』シリーズで「ジュジュベ」という魔女の役を演じている。
マキシ
『ダイヤモンド・パール・プラチナ』からのゲストキャラクターで、ノモセシティのジムリーダー。『ブラック2・ホワイト2』のみの出演。
ポケモンワールドトーナメントに参戦する他、18番道路で自身のテーマ曲を歌っている。
各地方の全ジムリーダー&チャンピオン
『ブラック2・ホワイト2』ではポケモンワールドトーナメントにキョウとアイリスを除く今まで登場したジムリーダー、およびチャンピオンが全員参戦する。
トクサネジムのフウとランは別々、元トキワジムのジムリーダーでロケット団のボスのサカキはジムリーダーとして参戦、セキチクジムからは現ジムリーダーのアンズが参戦しているためすでに四天王になっている元ジムリーダーのキョウは登場しない。元サンヨウジムのジムリーダーであるデント・ポッド・コーン、元シッポウジムのジムリーダーであるアロエ、元セッカジムのジムリーダーであるハチクはジムリーダーとして参戦、元ソウリュウジムのジムリーダー（ホワイト）であるアイリスは現イッシュチャンピオンになっているため登場せず、現トキワジムのグリーンと元ルネジムのミクリはチャンピオン扱いで、隠しボス扱いだったレッドもチャンピオンカップに登場する。
各キャラクターの手持ちは以下の通り。太字はエースポケモン。過去に使用した物も含めてこれまでのシリーズに登場した全地方のポケモンの一部が加わっている。台詞は過去作で戦う際とほぼ同様になっている。
| 名前     | 使用ポケモン（カントーリーダーズトーナメント）                         | 使用ポケモン（ワールドリーダーズトーナメント）                               |
| -------- | ---------------------------------------------------------------------- | ---------------------------------------------------------------------------- |
| タケシ   | イワーク・ゴローニャ・カブトプス・オムスター・プテラ・ジーランス       | イワーク・ゴローニャ・カブトプス・バンギラス・プテラ・ドサイドン             |
| カスミ   | スターミー・ゴルダック・アズマオウ・ラプラス・ヤドラン・カメックス     | スターミー・ランターン・ブルンゲル・ラプラス・ヌオー・カメックス             |
| マチス   | ライチュウ・マルマイン・ジバコイル・エレキブル・サンダース・デンリュウ | ライチュウ・マルマイン・ジバコイル・エレキブル・サンダース・ランターン       |
| エリカ   | ラフレシア・フシギバナ・ウツボット・ナッシー・モジャンボ・キレイハナ   | ラフレシア・フシギバナ・ユレイドル・ナッシー・モジャンボ・ユキノオー         |
| アンズ   | モルフォン、アーボック、ドククラゲ、マタドガス、アリアドス、クロバット | モルフォン、ニドクイン、ドククラゲ、マタドガス、ロズレイド、クロバット       |
| ナツメ   | フーディン・スリーパー・バリヤード・ヤドキング・エーフィ・ルージュラ   | フーディン・メタグロス・ナッシー・ヤドキング・エーフィ・シンボラー           |
| カツラ   | ウインディ・キュウコン・リザードン・ブーバーン・ブースター・ギャロップ | ウインディ・キュウコン・リザードン・ブーバーン・ブースター・ヒートロトム     |
| サカキ   | ドサイドン・ゴローニャ・ガラガラ・サンドパン・ニドキング・ニドクイン   | ドサイドン・カバルドン・ガブリアス・ワルビアル・ニドキング・グライオン       |
| 名前     | 使用ポケモン（ジョウトリーダーズトーナメント）                         | 使用ポケモン（ワールドリーダーズトーナメント）                               |
| ハヤト   | ピジョット・オニドリル・ドードリオ・ドンカラス・ネイティオ・ヨルノズク | ピジョット・クロバット・プテラ・ドンカラス・ネイティオ・オオスバメ           |
| ツクシ   | ハッサム・ツボツボ・ヘラクロス・カイロス・フォレトス・メガヤンマ       | ハッサム・ツボツボ・ヘラクロス・カイロス・アーマルド・メガヤンマ             |
| アカネ   | ミルタンク・プクリン・ケンタロス・エテボース・リングマ・ピクシー       | ミルタンク・ハピナス・ケンタロス・エテボース・リングマ・ミミロップ           |
| マツバ   | ゲンガー・ムウマージ・ジュペッタ・ヨノワール・ヤミラミ・ユキメノコ     | ゲンガー・ムウマージ・ジュペッタ・ヨノワール・シャンデラ・ユキメノコ         |
| シジマ   | ニョロボン・カイリキー・カポエラー・エビワラー・サワムラー・オコリザル | ニョロボン・カイリキー・カポエラー・エビワラー・サワムラー・ローブシン       |
| ミカン   | ハガネール・ジバコイル・フォレトス・エアームド・メタグロス・クチート   | ハガネール・ジバコイル・フォレトス・エアームド・メタグロス・ルカリオ         |
| ヤナギ   | マンムー・ルージュラ・ジュゴン・パルシェン・ラプラス・マニューラ       | マンムー・ルージュラ・ジュゴン・パルシェン・ラプラス・マニューラ             |
| イブキ   | キングドラ・カイリュー・チルタリス・ボーマンダ・ガブリアス・クリムガン | キングドラ・カイリュー・チルタリス・ボーマンダ・ガブリアス・クリムガン       |
| 名前     | 使用ポケモン（ホウエンリーダーズトーナメント）                         | 使用ポケモン（ワールドリーダーズトーナメント）                               |
| ツツジ   | ダイノーズ・ゴローニャ・ボスゴドラ・アーマルド・ユレイドル・ジーランス | ダイノーズ・ゴローニャ・ボスゴドラ・アーマルド・ユレイドル・アバゴーラ       |
| トウキ   | ハリテヤマ・カイリキー・ヘラクロス・カポエラー・チャーレム・キノガッサ | ハリテヤマ・カイリキー・ヘラクロス・ズルズキン・コジョンド・キノガッサ       |
| テッセン | ライボルト・ライチュウ・マルマイン・プラスル・マイナン・ジバコイル     | ライボルト・ライチュウ・マルマイン・デンリュウ・ウォッシュロトム・ジバコイル |
| アスナ   | コータス・マグカルゴ・ヘルガー・バシャーモ・バクーダ・ブーバーン       | コータス・シャンデラ・ヘルガー・バシャーモ・バクーダ・ブーバーン             |
| センリ   | ケッキング・バクオング・パッチール・ザングース・ポワルン・カクレオン   | ケッキング・バクオング・ムクホーク・エテボース・メブキジカ・バッフロン       |
| ナギ     | チルタリス・エアームド・オオスバメ・ペリッパー・トロピウス・ドンカラス | チルタリス・エアームド・ギャラドス・シンボラー・トロピウス・ドンカラス       |
| フウ     | ソルロック・ネイティオ・ブーピッグ・ネンドール・チリーン・エルレイド   | ソルロック・ネイティオ・ドータクン・ネンドール・ランクルス・エルレイド       |
| ラン     | ルナトーン・ネイティオ・ブーピッグ・ネンドール・チリーン・サーナイト   | ルナトーン・ネイティオ・ドータクン・ネンドール・ゴチルゼル・サーナイト       |
| アダン   | キングドラ・ナマズン・シザリガー・トドゼルガ・ハンテール・サクラビス   | キングドラ・ナマズン・シザリガー・トドゼルガ・ニョロトノ・ジーランス         |
| 名前     | 使用ポケモン（シンオウリーダーズトーナメント）                         | 使用ポケモン（ワールドリーダーズトーナメント）                               |
| ヒョウタ | ラムパルド・ゴローニャ・イワーク・ウソッキー・ジーランス・ダイノーズ   | ラムパルド・ゴローニャ・イワパレス・アーケオス・ジーランス・ダイノーズ       |
| ナタネ   | ロズレイド・ドダイトス・チェリム・マスキッパ・モジャンボ・リーフィア   | ロズレイド・ドダイトス・トロピウス・キノガッサ・モジャンボ・リーフィア       |
| スモモ   | ルカリオ・カイリキー・チャーレム・ゴウカザル・ドクロッグ・エルレイド   | ルカリオ・カイリキー・チャーレム・ゴウカザル・ドクロッグ・エルレイド         |
| マキシ   | フローゼル・ギャラドス・ヌオー・エンペルト・トリトドン・ネオラント     | フローゼル・ギャラドス・ニョロボン・エンペルト・トリトドン・ルンパッパ       |
| メリッサ | ムウマージ・ゲンガー・フワライド・ミカルゲ・ヨノワール・ロトム         | ムウマージ・ゲンガー・フワライド・ミカルゲ・ヨノワール・ブルンゲル           |
| トウガン | トリデプス・フォレトス・ハガネール・ボスゴドラ・ドータクン・ジバコイル | トリデプス・フォレトス・ドリュウズ・ボスゴドラ・ドータクン・ジバコイル       |
| スズナ   | ユキメノコ・オニゴーリ・ユキノオー・マニューラ・グレイシア・マンムー   | ユキメノコ・オニゴーリ・ユキノオー・マニューラ・グレイシア・マンムー         |
| デンジ   | エレキブル・ライチュウ・マルマイン・サンダース・レントラー・ロトム     | エレキブル・ライチュウ・マルマイン・サンダース・レントラー・スピンロトム     |
| 名前     | 使用ポケモン（イッシュリーダーズトーナメント）                         | 使用ポケモン（ワールドリーダーズトーナメント）                               |
| ポッド   | バオッキー・バクーダ・クイタラン・ヒヒダルマ・ウインディ・ブーバーン   | バオッキー・バクーダ・クイタラン・ヒヒダルマ・ウインディ・エンブオー         |
| コーン   | ヒヤッキー・ゴルダック・フローゼル・マリルリ・ヤドキング・バスラオ     | ヒヤッキー・シザリガー・ダイケンキ・マリルリ・ヤドキング・ガマゲロゲ         |
| デント   | ヤナッキー・ナットレイ・マラカッチ・ワタッコ・エルフーン・ドレディア   | ヤナッキー・ナットレイ・ジャローダ・ワタッコ・エルフーン・ドレディア         |
| アロエ   | ミルホッグ・タブンネ・ピクシー・メブキジカ・ガルーラ・ノコッチ         | ミルホッグ・チラチーノ・ウォーグル・メブキジカ・ガルーラ・ベロベルト         |
| アーティ | ハハコモリ・ビークイン・イワパレス・シュバルゴ・アギルダー・アイアント | ハハコモリ・ビークイン・イワパレス・ヘラクロス・アギルダー・アイアント       |
| カミツレ | ゼブライカ・デンリュウ・デンチュラ・エモンガ・シビルドン・マッギョ     | ゼブライカ・デンリュウ・レントラー・エモンガ・シビルドン・マッギョ           |
| ヤーコン | ドリュウズ・ネンドール・ワルビアル・ガマゲロゲ・マンムー・ゴルーグ     | ドリュウズ・フライゴン・ワルビアル・ガマゲロゲ・マンムー・ゴルーグ           |
| フウロ   | スワンナ・ココロモリ・ケンホロウ・バルジーナ・アーケオス・ウォーグル   | スワンナ・フワライド・ワタッコ・バルジーナ・アーケオス・ウォーグル           |
| ハチク   | フリージオ・ツンベアー・バイバニラ・マニューラ・ジュゴン・トドゼルガ   | フリージオ・ツンベアー・バイバニラ・マニューラ・ジュゴン・トドゼルガ         |
| シャガ   | オノノクス・フライゴン・クリムガン・サザンドラ・チルタリス・ボーマンダ | オノノクス・フライゴン・クリムガン・サザンドラ・チルタリス・ボーマンダ       |
| チェレン | ムーランド・ザングース・チラチーノ・ポワルン・ミミロップ・バッフロン   | ムーランド・ポリゴンZ・チラチーノ・ポワルン・ベロベルト・バッフロン          |
| ホミカ   | ペンドラー・ハブネーク・ダストダス・クロバット・ドラピオン・モロバレル | ペンドラー・ドクロッグ・ダストダス・クロバット・ドラピオン・モロバレル       |
| シズイ   | ブルンゲル・アバゴーラ・スターミー・ママンボウ・マンタイン・ホエルオー | ブルンゲル・アバゴーラ・スターミー・ヌオー・パルシェン・ホエルオー           |
| 名前     | 使用ポケモン（チャンピオンズトーナメント）                             | 使用ポケモン（チャンピオンズトーナメント）                                   |
| グリーン | プテラ・フーディン・カイリキー・ナッシー・ウインディ・ギャラドス       | プテラ・フーディン・カイリキー・ナッシー・ウインディ・ギャラドス             |
| ワタル   | カイリュー・ボーマンダ・キングドラ・フライゴン・オノノクス・サザンドラ | カイリュー・ボーマンダ・キングドラ・フライゴン・オノノクス・サザンドラ       |
| レッド   | ピカチュウ・ラプラス・カビゴン・フシギバナ・リザードン・カメックス     | ピカチュウ・ラプラス・カビゴン・フシギバナ・リザードン・カメックス           |
| ダイゴ   | メタグロス・ボスゴドラ・ユレイドル・アーマルド・ドリュウズ・アーケオス | メタグロス・ボスゴドラ・ユレイドル・アーマルド・ドリュウズ・アーケオス       |
| ミクリ   | ミロカロス・スターミー・ラグラージ・ルンパッパ・サメハダー・トドゼルガ | ミロカロス・スターミー・ラグラージ・ルンパッパ・サメハダー・トドゼルガ       |
| シロナ   | ガブリアス・ミカルゲ・ルカリオ・トゲキッス・グレイシア・ロズレイド     | ガブリアス・ミカルゲ・ルカリオ・トゲキッス・グレイシア・ロズレイド           |
| アデク   | ウルガモス・ローブシン・ランクルス・ワルビアル・シャンデラ・ウォーグル | ウルガモス・ローブシン・ランクルス・ワルビアル・シャンデラ・ウォーグル       |

イッシュリーグのトレーナー
『ブラック2・ホワイト2』のポケモンワールドトーナメントのダウンロードトーナメントの一つ「イッシュリーグにキミも挑戦!」に参戦するトレーナー達。
アニメ版『ポケットモンスター　ベストウイッシュ』に登場した主人公・サトシのライバル4人がモデル。
シューティ
容姿はエリートトレーナー。アニメと同じく、「基本だろ」が口癖。本来は「シューティー」だが、名前の字数の関係上により「シューティ」になっている。
使用ポケモンはジャローダ♂・ローブシン♂・ブルンゲル♂。
ケニヤン
容姿はからておう。アニメと同じく、「（名前の）アクセントが違う!」と叫ぶ。
使用ポケモンはダゲキ♂・ゼブライカ♂・レパルダス♂。
コテツ
容姿はたんぱんこぞう。アニメと同じく、ヘアバンドで頭に刺激を与えた時の「ひらめいた!」を発する。
使用ポケモンはダイケンキ♀・ルカリオ♂・サザンドラ♂。
バージル
容姿はポケモンレンジャー。アニメと同じく、「チーム・イーブイ!」と発する。
使用ポケモンはイーブイ♀・エーフィ♂・ブラッキー♂。